# Delta Force: Xtreme 2
Delta Force: Xtreme 2 là tựa game bắn súng góc nhìn người thứ nhất của hãng NovaLogic. Phiên bản trước đây của NovaLogic là Delta Force: Xtreme, được phát hành vào tháng 4 năm 2005.

## Lối chơi
Delta Force: Xtreme đã bổ sung thêm phần chơi mạng, chẳng hạn như biểu tượng đội hình trong trò chơi trên các nhân vật và phương tiện, và khả năng hồi sinh trong xe của đồng đội. Trò chơi kèm theo công cụ tạo màn MED và một số địa hình và tài sản để người chơi tạo chiến trường của riêng họ và lưu trữ trực tuyến.

## Phát triển và phát hành
Bản beta miễn phí đã có sẵn cho công chúng trước khi phát hành bản chính thức. Bản beta lần đầu tiên được phát hành cho Thành viên Vàng tại NovaWorld 2. Ngoài ra, người chơi có thể thử nghiệm cả nội dung chơi đơn và chơi mạng.
Trò chơi chính thức được phát hành vào ngày 2 tháng 6 năm 2009 tại Bắc Mỹ và có sẵn trên toàn thế giới thông qua phương thức tải về kỹ thuật số thông qua nhiều trang web bao gồm cả NovaWorld Store, kể từ ngày 19 tháng 6, trò chơi có sẵn để tải xuống thông qua Steam.

## Đón nhận
Delta Force: Xtreme 2 nhận được nhiều đánh giá "trái chiều" theo trang web tổng hợp kết quả đánh giá trò chơi điện tử Metacritic.